# Vendicatori divisi
Vendicatori divisi (Avengers Disassembled) è una saga a fumetti sceneggiata da Brian Michael Bendis, pubblicata dalla Marvel Comics nel 2004. Fa parte di un progetto editoriale insieme alle successive saghe House of M e Civil War. La storia coinvolge, oltre alla serie regolare dei Vendicatori, anche tutte le serie dei personaggi che hanno fatto parte del gruppo. Presentata come un crossover, in realtà la storia presenta pochi incroci narrativi o influenze fra le varie serie, le quali sono più raccordate da una somiglianza di fondo nei temi trattati piuttosto che da veri e propri risvolti narrativi.
Gli albi coinvolti nella saga sono riconoscibili da una «A» spezzata nell'angolo sinistro della copertina, trasformata in una «V» nell'edizione italiana.

## Storia editoriale
La saga ebbe un prologo pubblicato negli ultimi numeri prima della conclusione della serie dedicata al gruppo dei Vendicatori, The Avengers (Vol. 1), nel 2004, con il ciclo di storie scritte da Brian Bendis che fece appunto da prologo alla saga dei Vendicatori divisi la quale si concluderà l'anno successivo in un numero unico fuori serie, Avengers: Finale, e facendo poi proseguire le storie del gruppo in nuova testata, New Avengers (Vol. 1), dedicata a una nuova generazione di personaggi.

### Edizione italiana
In Italia la storia è stata tradotta da Panini Comics nel 2005 sulla testata Thor (dal numero 73 al numero 77) per quanto riguarda la parte principale dell'evento. Altre storie collegate sono state pubblicate su diverse altre testate dell'editore, tra le quali L'Uomo Ragno.

## Trama
Il crossover inizia con una violazione del perimetro della base dei Vendicatori a New York. Infatti, tornato dalla tomba, il Fante di cuori (Jack Hart) fa breccia nel muro di cinta. Nello stupore generale il secondo Ant-Man (Scott Lang) va incontro al compagno creduto morto. Il Fante di Cuori, però, avverando il suo più grande timore, esplode distruggendo la base dei Vendicatori. Nell'esplosione muore Scott Lang. A quel punto viene lanciato dalla base il codice bianco (il massimo codice d'emergenza). Nel frattempo Tony Stark (Iron Man), segretario della Difesa degli Stati Uniti, sta tenendo un discorso di fronte all'Assemblea Generale delle Nazioni Unite quando inaspettatamente (come in preda ai fumi dell'alcool) attacca il delegato della Latveria. Henry ‘Hank’ Pym (Calabrone) che gli siede accanto e Pantera Nera (presente in aula come delegato del Wakanda) provano a placarlo. Alla fine viene portato fuori dall'aula. Raggiunto da Pym e Scarlet (anche lei era presente nella sala), viene accusato dal primo di irresponsabilità per essersi ubriacato. Tony Stark prova a difendersi sostenendo di non aver bevuto e di non sapersi spiegare la perdita di controllo ma Pym non gli crede.
Intanto nella distrutta base dei Vendicatori, mentre forze dello S.H.I.E.L.D. pompieri e soccorritori provano a placare l'incendio e a porre rimedio al disastro, arrivano Capitan America e Falcon che vengono informati da Jarvis (il maggiordomo dei Vendicatori e Vendicatore onorario) e Wasp (Janet van Dyne) di quanto è successo. Lo sconcerto per la morte di Scott Lang, però, deve essere immediatamente accantonato in quanto un quinjet precipita su di loro, e dalle macerie fumanti appare Visione, che come posseduto, annuncia che è arrivato il giorno della fine dei Vendicatori. Subito dopo si scusa per quanto sta per accadere, afferma di non esserne l'artefice ma che purtroppo non può far nulla per impedirlo, a quel punto dal suo corpo escono cinque copie di Ultron e cade a terra morto, dopo essersi autodistrutto. Gli eroi riescono a sconfiggere gli Ultron, ma ormai lo sconforto li assale. Due Vendicatori (Ant-Man II e Visione) sono morti, la base è distrutta e in tutto ciò non si riesce a capire chi si trova dietro questi eventi. Forse Ultron quando creò Visione trovò il modo per far sì che dopo anni si sarebbe autodistrutto? Come ha fatto il Fante di Cuori a tornare in vita? Perché Visione ha affermato che era giunta la fine dei Vendicatori? Mentre si pongono queste domande She-Hulk (Jennifer Walters) inizia ad andare in escandescenza come il suo celebre cugino. Così sembrando in preda ad una follia omicida dovuta al dolore per la morte dei compagni, ritenendo Visione responsabile di tutto, prende tra le mani il cadavere di Visione e lo squarcia in due metà. Tutti gli astanti sono esterrefatti. Le forze S.H.I.E.L.D. chiedono rinforzi con gli auricolari. I Vendicatori presenti provano a calmarla. She-Hulk, però, non si placa e priva di ogni controllo colpisce violentemente Wasp e il secondo Capitan Bretagna (Kelsey Leigh). Infine si scontra con Capitan America, che rimane incastrato sotto un camion scagliatogli contro da Jennifer. La "Gigantessa di Giada" viene fermata dall'intervento provvidenziale di Iron Man. Quest'ultimo mentre volava da Washington D.C. a New York viene contattato dalla Casa Bianca che pretende, dopo quanto accaduto all'ONU, che Stark rassegni le dimissioni da segretario della Difesa. Tony vorrebbe quantomeno avere la possibilità di spiegare in prima persona al Presidente cos'è successo ma gli viene negata. Anche Hank Pym arriva alla base e rimane sconvolto da quel che trova. Falcon gli va incontro portando tra le mani il corpo esanime di Wasp (che dopo essere svenuta è rimasta nelle fattezze di Wasp e non ritorna a dimensione naturale, cosa mai accaduta prima).
Wasp e Capitan Bretagna II vengono portate all'ospedale. Sono in coma in condizioni critiche. Hank Pym rimane vicino all'ex moglie, piangendo e pregando che ritorni a dimensione normale, altrimenti i medici avranno problemi a curarla. She-Hulk viene sedata dallo S. H. I.E.L.D. che la mette sotto osservazione.
Qualche ora dopo i Vendicatori si riuniscono per tentare di trovare un senso in quello che era accaduto nel corso della giornata. Mentre fanno il punto della situazione Iron Man racconta (incitato da un adirato Pym) quanto era successo alle Nazioni Unite. Stark afferma nuovamente di non aver bevuto e di non sapersi spiegare il suo strano comportamento, anzi, conclude, ritiene che la sua sfuriata sia stata causata dalla stessa persona che ha ordito l'attacco alla base. Hank Pym lo accusa di voler sfruttare cinicamente gli eventi tragici di quella giornata per nascondere il fatto che ha ripreso ad ubriacarsi, ritiene semplicemente che Tony non voglia prendersi le sue responsabilità, come invece fa lui che si sente in colpa per essere stato il creatore di Ultron. Iron Man, però, adirato chiede agli altri se gli credano. Steve Rogers e Falcon danno credito a quanto affermato da Tony. Occhio di Falco (Clint Barton) invece è convinto che sia Pym ad avere ragione. D'altronde il padre di Clint era un alcolista e lui conosce bene le fantasiose scuse che un alcolista riesce ad inventare pur di mascherare la propria ‘malattia’. Tony a quel punto perde il controllo e urla di essersi pentito di aver speso più di metà del suo patrimonio per finanziare un'associazione di eroi che neanche hanno fiducia nelle sue parole, così prende il volo e va via. In quel momento arriva però un segnale che li convoca alla base.
Giunti alla base (sotto sequestro S.H.I.E.L.D.) scoprono che di fronte ai cancelli si sono radunati tutti i supereroi che nel corso degli anni hanno militato nelle varie formazioni dei Vendicatori (anche come riservisti). Si riconoscono tra gli altri Pantera Nera, Moon Knight, i Fantastici Quattro, Tigra, Wonder Man, Quasar (personaggio), Namor, Ercole, l'Uomo Ragno, Hellcat, Miss Marvel, la Bestia, la Vedova Nera, Devil, la Donna Ragno. All'appello non manca nessuno, fatta eccezione per Scarlet e Thor che è impegnato ad Asgard (in questo momento della continuity la testata di Thor è occupata dalla saga di Ragnarok che porterà alla fine di Asgard). C'è anche Nick Fury che sta invitando tutti a disperdersi, infatti la base è il luogo del delitto e le indagini non sono ancora chiuse. Capitan America, però, rimane molto colpito e chiede come mai siano tutti lì. A rispondere è Pantera Nera che afferma che avevano ricevuto il segnale di emergenza inviato, tutti avevano compreso che i Vendicatori stavano vivendo il giorno più terribile della loro storia e quindi cos'altro avrebbero potuto fare se non sentirsi tutti chiamati in causa? Contemporaneamente arriva la notizia che l'ONU ha deciso di rinnegare ogni legame con l'organizzazione nota come Vendicatori, in seguito alle affermazioni di Tony Stark.
Improvvisamente una flotta di aerei alieni Kree attacca gli eroi dicendo che i loro profeti avevano predetto la fine dei Vendicatori in quel giorno. Per l'ultima volta nella loro storia viene urlato il grido «Vendicatori uniti!». Inizia così una violenta battaglia, sebbene tutti si chiedano quanto quella giornata sarebbe ancora potuta peggiorare (e se tutti gli eventi fossero collegati tra loro). Durante la battaglia, Nick Fury chiede all'elivelivolo S.H.I.E.L.D. di analizzare l'astronave che sovrasta la base dei Vendicatori, ma gli viene risposto che gli strumenti non danno segno che sia presente alcuna astronave in transito a New York. Durante l'attacco viene ferito Quasar e Occhio di Falco rimane coinvolto nell'esplosione di una delle astronavi e lo si ritiene morto. A quel punto i Kree si ritirano, mentre Wonder Man e la Cosa vorrebbero inseguirli per recuperare il corpo di Clint Barton e dargli degna sepoltura. Appare nel trambusto il Dottor Strange, Mago Supremo della Terra, che, dispiaciuto per non essere potuto arrivare prima, rivela che il nemico contro cui stanno combattendo, colui che ha ordito tutti gli eventi strani e gli attacchi di quella giornata è Wanda Maximoff, alias Scarlet, appartenente al gruppo sin quasi dall'inizio e moglie di Visione. Gli astanti rifiutano di credere che ciò sia possibile. Scarlet è stata uno dei membri più attivi del gruppo, ma il Dottor Strange spiega che Scarlet è una mutante dotata di poteri magici, ha posseduto la magia fin dalla sua nascita, pertanto lei non comprende a fondo le conseguenze dell'uso dei poteri magici, al contrario di un mago normale (come anche il Dottor Strange in persona) che invece per ottenere quei poteri ha studiato e che ha eseguito pratiche meditative. Scarlet ha poteri magici che le conferiscono la capacità di alterare la realtà. Il problema è che questi poteri senza una buona guida e un sostegno rischiano di scavare nell'anima portando alla perdita della ragione. Man mano che è passato il tempo i poteri hanno preso il controllo su di lei. Ogni volta che li ha usati, anche per scopi nobili si sono portati via un pezzo della sua anima. Una persona con una vita serena probabilmente sarebbe stata in grado di mantenere un controllo tale che avrebbe impedito ai poteri di sovrastarla, ma la vita di Scarlet è stata turbolenta, caotica, fatta di sofferenze, dispiaceri. Il difficile rapporto col padre (Magneto), la vita di Vendicatore, l'amore per Visione che era un androide e non un essere umano e infine, come ricordano Miss Marvel e la Bestia, la vicenda dei figli. Wanda desiderava a tutti i costi essere madre, ma non poteva visto che il marito era un androide così aveva creato due bambini con la magia. La sua mentore (Agatha Harkness), però, se ne era accorta e li aveva 'distrutti', cancellando subito dopo la memoria a Scarlet. Si consuma così l'ennesima tragedia in un mare di turbolenze. Dopo una vita così alla fine la magia ha preso il sopravvento e Scarlet è impazzita. Lei ha alterato la realtà. Il Fante di Cuori e l'astronave Kree li ha creati lei. Ha preso il controllo della mente di Iron Man all'ONU e di She-Hulk dopo il primo attacco.
Intanto vengono mostrate immagini di quello che è accaduto nelle settimane precedenti l'attacco. Scarlet si trovava alla base dei Vendicatori e mentre si stava rilassando intorno alla piscina con Janet van Dyne quest'ultima le spiega di aver temuto di essere rimasta incinta di Occhio di Falco e che i Vendicatori non dovrebbero avere figli considerata la vita che fanno e si lascia scappare rivolta a Scarlet: «…e tu che pensavi di averne due!». Scarlet rimane sconcertata da quelle parole e perciò dopo qualche tempo va a trovare la sua mentore per capire perché mai gli altri sostenessero che lei aveva due figli. Recuperato così il ricordo dei figli il dolore derivato le provoca un esaurimento nervoso terribile.
I Vendicatori, increduli, raggiungono Scarlet. La trovano in un evidente stato di esaurimento. Ha riprodotto i suoi figli e suo marito e sta facendo finta di cenare con loro come se fossero una famiglia felice. Quando vede i Vendicatori, Scarlet, per bocca dei bambini, afferma che non vuole che le venga nuovamente portata via la sua famiglia (per questo motivo ha attaccato i suoi ex-compagni), così ricrea i supercriminali più letali, ed ogni Vendicatore si trova a fronteggiare il suo acerrimo nemico: Capitan America affronta il Teschio Rosso, il Dottor Strange Dormammu e così via. Alla fine il Dottor Strange riesce a sconfiggerla. Il corpo privo di sensi di Scarlet viene preso da Capitan America che lo consegna al padre, Magneto, che in quel momento appare improvvisamente e dichiara di voler portare sua figlia a Genosha dove Xavier cercherà di curarla.
Passato qualche mese i Vendicatori si riuniscono nella base distrutta. Wasp e Capitan Bretagna II sono guarite e She-Hulk è tornata in sé. Tony Stark ha deciso di non restaurare la base. Resterà così, distrutta, a memoria di quanto è accaduto. Afferma anche che li ha riuniti tutti lì in quanto a causa di quello che Scarlet gli ha fatto dire all'ONU le azioni della sua azienda in borsa sono precipitate, e in poche ore ha perso miliardi di dollari e pertanto non ha più i soldi necessari per finanziare il gruppo, oltretutto neanche le Nazioni Unite dopo quanto dichiarato vorranno finanziarli. Nel mentre arriva Quicksilver (il fratello di Wanda) che spiega che la sorella per tenerlo lontano da quegli scontri l'aveva "posseduto" facendo in modo che non potesse raggiungerli, e che ora è venuto, affranto, solo per scusarsi a nome di Scarlet per quanto è successo, sebbene sappia che nessuno potrà mai riprendersi da quegli eventi. Una volta che Quicksilver fugge via Wasp e Hank Pym, che hanno deciso dopo questa esperienza di provare a tornare insieme dichiarano di voler prendere una pausa e di voler lasciare per qualche tempo il gruppo. Jennifer (She-Hulk) che si sente in colpa per quanto ha fatto (sebbene nessuno la ritenga responsabile delle sue azioni visto che era controllata da Scarlet) afferma di non voler più riprendere la sua attività di Vendicatore. Anche Capitan Bretagna II è molto provata e dichiara di voler tornare in Inghilterra. Falcon allora dice di non voler essere l'unico a restare nel gruppo visto che anche lui ha tante cose da mettere a posto nella sua vita.
È giunta la fine dei Vendicatori: il gruppo sarà sciolto. Prima però di decretarne la fine decidono di consumare un'ultima cena tra le macerie della casa. Miss Marvel si chiede se almeno ne è valsa la pena, se gli anni delle loro vite spesi tra le file dei Vendicatori sono servite. Così iniziano a ricordare i loro momenti migliori. Per Tony Stark il momento migliore fu quando nacque il gruppo (fondato da lui, Thor, Hank Pym, Wasp e Hulk), per Wasp fu il giorno in cui ritrovarono Capitan America vera anima del gruppo, per Pym fu la guerra Kree-Skrull (anche se non ne fu uno dei protagonisti), per Wonder Man il matrimonio tra Visione e Scarlet, per la Bestia lo scontro con Korvac, per Miss Marvel il momento più glorioso fu la sconfitta di Thanos (anche se all'epoca non era neanche una supereroina), per Falcon lo scontro con Ultron. Anche a Jarvis viene chiesto quale sia il suo momento migliore, e così ricorda la battaglia che avvenne proprio all'interno della base tra i Vendicatori e i Signori del Male. Infine è il turno di Capitan America. I Vendicatori hanno fatto parte della sua vita fin dal suo risveglio e pertanto gli sembra incredibile che il gruppo si stia sciogliendo, perciò senza ricordare nessun momento nello specifico decide di brindare a tutti coloro che furono Vendicatori e che ora sono deceduti: Occhio di Falco, Scott Lang, Visione, Capitan Mar-Vell, il Mimo, Dottor Druido, lo Spadaccino, il Fante di Cuori e Scarlet. Alla fine i Vendicatori, ormai disciolti si affacciano al balcone scoprendo che gli abitanti di New York sono venuti a dare un ultimo saluto ai loro eroi, con le candele in mano testimoniano il fatto che non li dimenticheranno mai.